# Пішохідний перехід

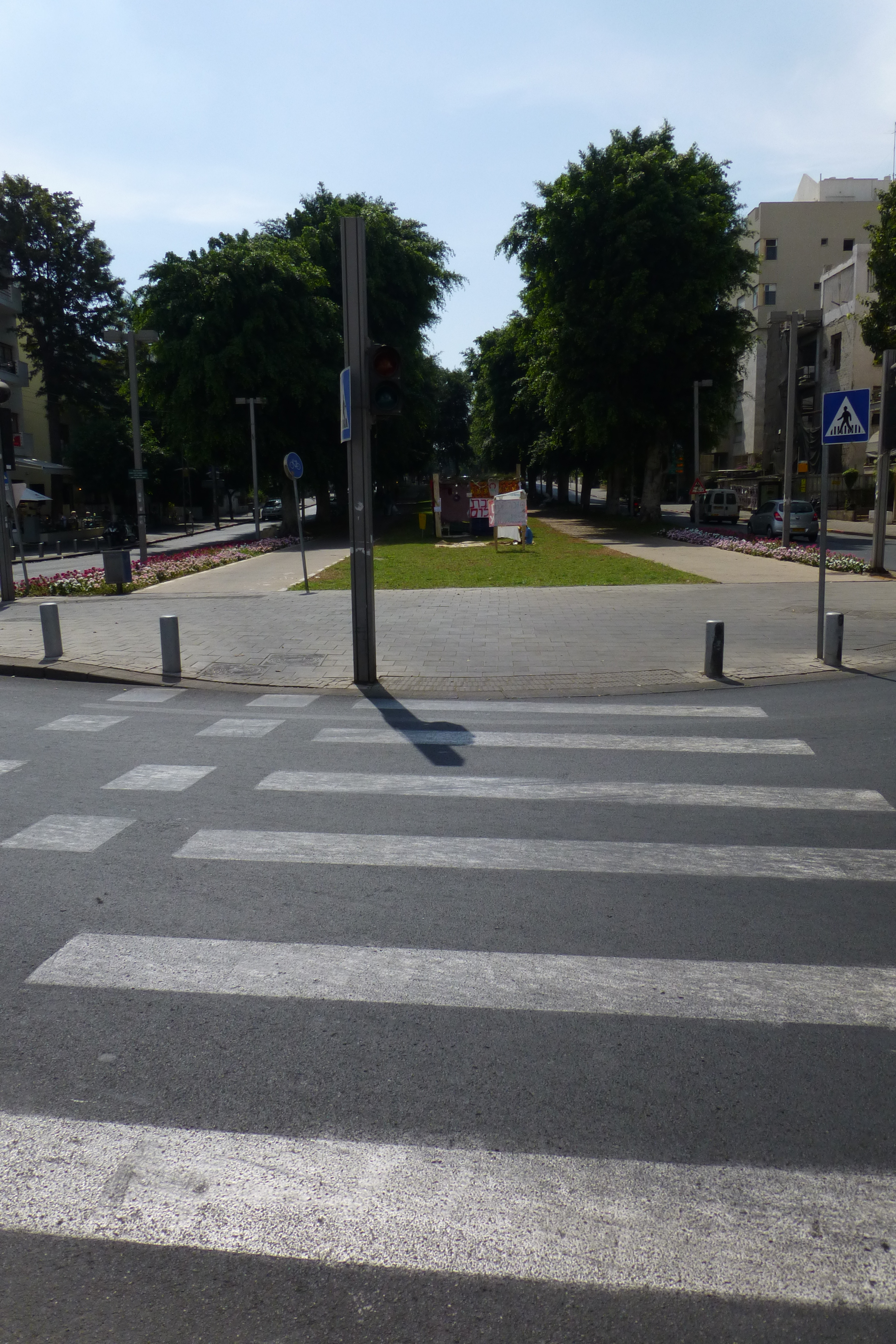
Пішохідний перехід

Пішохі́дний перехі́д — ділянка проїзної частини або інженерна споруда, призначена для руху пішоходів через дорогу. Згідно з Правилами дорожнього руху пішохідні переходи позначаються дорожніми знаками 5.38.1 — 5.41.2, дорожньою розміткою 1.14.1 — 1.14.2, пішохідними світлофорами.
За відсутності дорожньої розмітки межі пішохідного переходу визначаються відстанню між дорожніми знаками або пішохідними світлофорами, а на перехресті за відсутності пішохідних світлофорів, дорожніх знаків та розмітки — шириною тротуарів чи узбіч.
Регульованим вважається пішохідний перехід, рух по якому регулюється світлофором чи регулювальником, нерегульованим — пішохідний перехід, на якому немає регулювальника, світлофори відсутні або вимкнені чи працюють у режимі миготіння жовтого сигналу.

5.38.1. Пішохідний перехід
5.38.2. Пішохідний перехід
5.40.1. Підземний пішохідний перехід
5.40.2. Підземний пішохідний перехід
5.41.1. Надземний пішохідний перехід
5.41.2. Надземний пішохідний перехід

5.38.1 — 5.38.2 «Пішохідний перехід». Знак 5.38.1 встановлюється праворуч від дороги на ближній межі переходу, а знак 5.38.2 — ліворуч від дороги на дальній межі переходу.
Водій транспортного засобу, що наближається до нерегульованого пішохідного переходу, на якому перебувають пішоходи, повинен зменшити швидкість, а в разі потреби зупинитися, щоб дати дорогу пішоходам, для яких може бути створена перешкода чи небезпека.